# Zielonka (sielsowiet Grodzie)
Zielonka (biał. Зялёнка; ros. Зелёнка) − chutor na Białorusi, w obwodzie grodzieńskim, w rejonie oszmiańskim, w sielsowiecie Grodzie.

## Historia
W czasach zaborów folwark i zaścianek w gminie Polany, w powiecie oszmiańskim, w guberni wileńskiej Imperium Rosyjskiego. W 1905 roku folwark liczył 4 mieszkańców, 100 dziesięcin, zaścianek liczył 4 mieszkańców, 7 dziesięcin. Miejscowości były własnością Ważyńskich.
W latach 1921–1945 zaścianki Zielonka I, Zielonka II, Zielonka III i Zielonka IV leżały w Polsce, w województwie wileńskim, w powiecie oszmiańskim, w gminie Polany.
W 1931:
- Zielonkę I w 1 domu zamieszkiwało 9 osób[2].
- Zielonkę II w 2 domach zamieszkiwało 8 osób[2].
- Zielonkę III w 2 domach zamieszkiwało 14 osób[2].
- Zielonkę IV w 2 domach zamieszkiwało 16 osób[2].

Wierni należeli do parafii rzymskokatolickiej w Murowanej Oszmiance. Miejscowość podlegała pod Sąd Grodzki w Oszmianie i Okręgowy w Wilnie; właściwy urząd pocztowy mieścił się w Murowanej Oszmiance.
Po II wojnie światowej w granicach Związku Sowieckiego. Od 1991 w niepodległej Białorusi.